# Der Meister (1920)
Der Meister ist ein zweiteiliger, deutscher Detektivfilm aus dem Jahre 1920 der Filmreihe „Stuart Webbs“. Die Titelrolle spielt Ernst Reicher.

## Handlung
Der Meister:
Ein unter dem Namen Der Meister berüchtigter Einbrecherkönig hat mal wieder zugeschlagen. Diesmal hat es den Banksafe der Alice Frank getroffen, wobei der Bankkundin eine überaus wertvolle Perle gestohlen wurde. Gentlemandetektiv Stuart Webbs bekommt heraus, dass Lady Glane eine ganz ähnliche Perle besitzt. Um dem Dieb und Einbrecher eine Falle zu stellen, tritt Webbs mit Frau Frank als Ehepaar Glane in der Öffentlichkeit auf, um ihn auf beider Spur zu locken. Doch die Ganoven ist nicht so leicht zu täuschen, sondern nutzt wiederum eine Verkleidung als Polizeikommissar Brunn, um Webbs in eine Falle zu locken. Dann stiehlt er auch die Kassette mit Lady Glanes Perle. Mit der Hilfe von Frau Frank, die Webbs aus seiner Verlegenheit hilft, können die bösen Buben gefasst werden.
Der Ausreißer:
Die Einbrecher werden verhört, dann gelingt es dem „Meister“ der Polizei zu entkommen. Er flieht zu Alice Frank, die er dazu nötigt, ihm seine Handfesseln zu durchschneiden. Dann setzt er sie mit kompromittierenden Briefen, die in seinem Besitz sind, unter Druck. Webbs kann seine Spur wieder aufnehmen und entdeckt schließlich seine Wohnung. Bei einem schweren Feuergefecht mit Revolvern, stirbt der „Meister“ durch eine von Webbs abgefeuerte Kugel. Bei dem Feuergefecht kommt allerdings auch Frau Frank ums Leben. Es stellt sich heraus, dass sie seine Jugendliebe war.

## Produktionsnotizen
Der Meister bestand aus zwei Teilen: Der Meister und Der Ausreißer. Das Double Feature passierte die Filmzensur am 29. Juli 1920. In Deutschland war der Sechsakter 1698 Meter lang, in Österreich wurde jeder Teil mit einer Länge von 1000 Metern angekündigt.

## Kritik
In Paimann’s Filmlisten ist zu lesen: „Stoff sehr gut, Photos und Szenerie sehr gut. Spiel ausgezeichnet.“